# La dama dei veleni
La dama dei veleni è uno sceneggiato televisivo italiano del 1979 suddiviso in tre puntate per la regia televisiva di Silverio Blasi. Il soggetto è tratto dal romanzo “The Burning Court” (1937) di John Dickson Carr.
È stato trasmesso sul Secondo Programma (l'odierna Rai 2) dal 30 agosto al 14 settembre 1979. 

## Trama
Dario Gherardi, dirigente di una casa editrice, recatosi a Parigi per lavoro conosce casualmente una donna franco canadese di nome Marie D’Aubray, se ne innamora e la sposa. Di ritorno a casa dopo una giornata di lavoro sfoglia distrattamente un libro del criminologo Guido Santacroce edito dalla sua casa editrice, e vi trova l'immagine di una donna vissuta nel diciannovesimo secolo di nome anch'essa Marie D’Aubray ghigliottinata per veneficio nel 1861; la rassomiglianza con la moglie è impressionante e turbato ritorna nella villa di campagna in cui la coppia trascorre i week-end con il fermo intento di chiedere se vi è una ipotetica discendenza dalla donna della foto. Marie nega con fermezza.

## Produzione
La dama dei veleni fu girato nel 1978 a Roma e in alcune località del Lazio, tra cui Frascati e il Parco dei Mostri di Bomarzo. 

## Curiosità
- La scelta del bianco e nero – in un momento in cui la tv a colori aveva ormai preso il sopravvento – sembrerebbe dovuta probabilmente a ragioni di budget, ma forse anche alla volontà di inserirsi nel filone dei classici sceneggiati gotico-parapsicologici (“Il segno del comando”, “ESP”, “Malombra”, “Ritratto di donna velata”).